# Karneval in Aalborg
Der Karneval in Aalborg findet in der letzten Woche im Mai (Kalenderwoche 21) statt. Der Karneval der Stadt Aalborg ist der größte Nordeuropas und wird seit 1983 organisiert. Jährlich kommen etwa 25.000 Teilnehmer und 100.000 Zuschauer.
Anfangs wurde der Karneval direkt in der Innenstadt organisiert. Mit dem Anwachsen der Veranstaltung wurde das Hauptfest in den südlich gelegenen Stadtpark Kildeparken verlegt. Die Paraden führen aber weiterhin durch die Innenstadt.

## Eine Woche Karneval
Der Aalborger Karneval besteht aus drei großen Events: dem Fasching, der Battle of Carnival Bands und dem Kinderkarneval. Außerdem bietet die Festwoche verschiedene kulturelle Veranstaltungen, die von Jahr zu Jahr variieren.

### Battle of Carnival Bands
Battle of Carnival Bands ist eine internationale Karnevalshow, bei der Karnevalgruppen aus aller Welt um den Titel als beste Karnevalsgruppe des Jahres konkurrieren. Die Gruppen werden sowohl beim Umzug als auch in einer Show im Stadtpark Kildeparken beurteilt. Der Event findet am Freitag (Kalenderwoche 21) statt.

### Kinderkarneval
Kinder und ihre Eltern ziehen im Kinder-Karnevalsumzug durch die Innenstadt zum Stadtpark, wo Unterhaltung, Spiele, Musik und Tanz für die Kinder organisiert werden. Kinderkarneval findet am Sonntag vor der Kalenderwoche 21 statt.